# Macropodaphis tsherepanovi
Macropodaphis tsherepanovi är en insektsart. Macropodaphis tsherepanovi ingår i släktet Macropodaphis och familjen långrörsbladlöss. Inga underarter finns listade i Catalogue of Life.